# Босье
Босьё (фр. Bossieu) — коммуна во Франции, находится в регионе Рона — Альпы. Департамент коммуны — Изер. Входит в состав кантона Кот-Сент-Андре. Округ коммуны — Вьенн.
Код INSEE коммуны — 38049. Население коммуны на 1999 год составляло 277 человек. Населённый пункт находится на высоте от 361 до 524 метров над уровнем моря. Муниципалитет расположен на расстоянии около 440 км юго-восточнее Парижа, 45 км юго-восточнее Лиона, 55 км северо-западнее Гренобля. Мэр коммуны — M. Bruno Lequay, мандат действует на протяжении 2008—2014 гг.
Динамика населения (INSEE):